# Peponopsis
Peponopsis là một chi thực vật có hoa trong họ Cucurbitaceae.

## Loài
Chi Peponopsis gồm các loài: